# Suc au May
Le suc au May est un sommet du Massif central en France, classé en zone Natura 2000. À une altitude de 908 mètres, il se trouve en région Nouvelle Aquitaine, dans le département de la Corrèze, dans le massif des Monédières.

## Toponymie
Suc signifie « sommet » en occitan.

## Géographie

### Situation

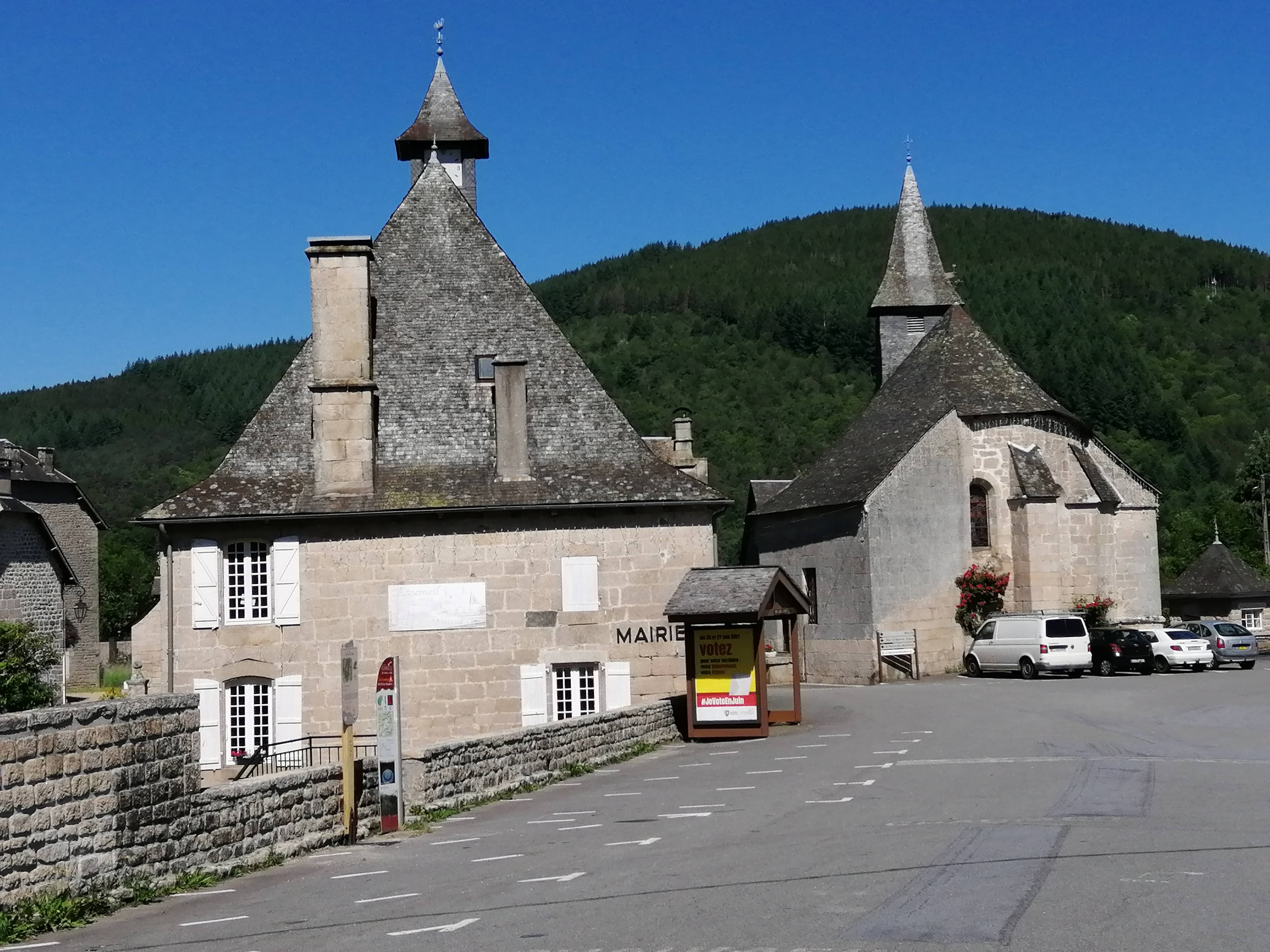
Vue du versant oriental du suc au May depuis la place de la mairie à Chaumeil.

Dans le périmètre du parc naturel régional de Millevaches en Limousin et au cœur du massif des Monédières, culminant à 908 mètres d'altitude, le suc au May est accessible depuis les communes de Madranges (par le col du Bos), de Treignac (par le col des Géants) ou de Chaumeil, sur le territoire de laquelle il se situe.
La route départementale D128E approche le sommet en contrebas.
Son versant sud constitue le cirque de Freysselines, conforté en cela au sud-ouest par le puy de Chauzeix (897 m) et au sud-est par le puy de la Jarrige (909 m), cirque naturel avec un dénivelé d'environ 300 m.
Si le puy de la Monédière, qui a donné le nom à l'ensemble du massif, en est le point culminant avec 922 mètres d'altitude et le puy de la Jarrige, avec 909 mètres, le second sommet du massif, c'est cependant le suc au May qui figure sur les cartes routières et touristiques. Il offre un panorama largement ouvert sur les lointains, en surplomb abrupt au-dessus du cirque de Freysselines, avec des points de vue sur le plateau de Millevaches, les monts du Cantal, les monts Dore, le puy de Sancy.
De plus, il possède une table d'orientation datant de 1935, et est traversé par le GR440 (Sentier de grande randonnée 440), long de 184 kilomètres et le GR46 (Sentier de grande randonnée 46) dont le point d'arrivée est Rocamadour.
Depuis le sommet du suc au May le dénivelé est très perceptible et l'impression d'altitude très forte. 

### Climat
Bien que largement ouvert aux influences océaniques apportées par les vents d'ouest, le climat n'en demeure pas moins montagnard. Des précipitations abondantes sont essentiellement pourvues par les mois d'octobre à janvier. Des précipitations favorisées par l'obstacle naturel du suc au May qui domine de 300 mètres le plateau qui s'étend sur sa frange ouest. Les précipitations sont ainsi favorisées par cet obstacle à la circulation du flux dominant de sud-ouest et par-là même, la nébulosité sur le sommet s’en voit accrue diminuant d’autant le réchauffement de l’air au niveau du sol.
Un pic printanier marqué fin avril, début mai, précède la relative sécheresse des mois d'été. La principale dégradation océanique est due aux variations d'altitude, qui confèrent localement des tonalités montagnardes au climat à partir de 700 mètres. Au-delà des 800 mètres l'enneigement est fréquent et rares sont les années qui ne voient pas un ou plusieurs épisodes neigeux s'abattre sur le massif.

## Histoire
Afin de développer l'activité touristique dans les cantons de Corrèze et Treignac en profitant du panorama des Monédières, une table d'orientation a été inaugurée le 25 août 1935 par Henry de Jouvenel. Il s'agit de la plus ancienne table d'orientation du département et du Limousin.

## Activités

### Cyclisme

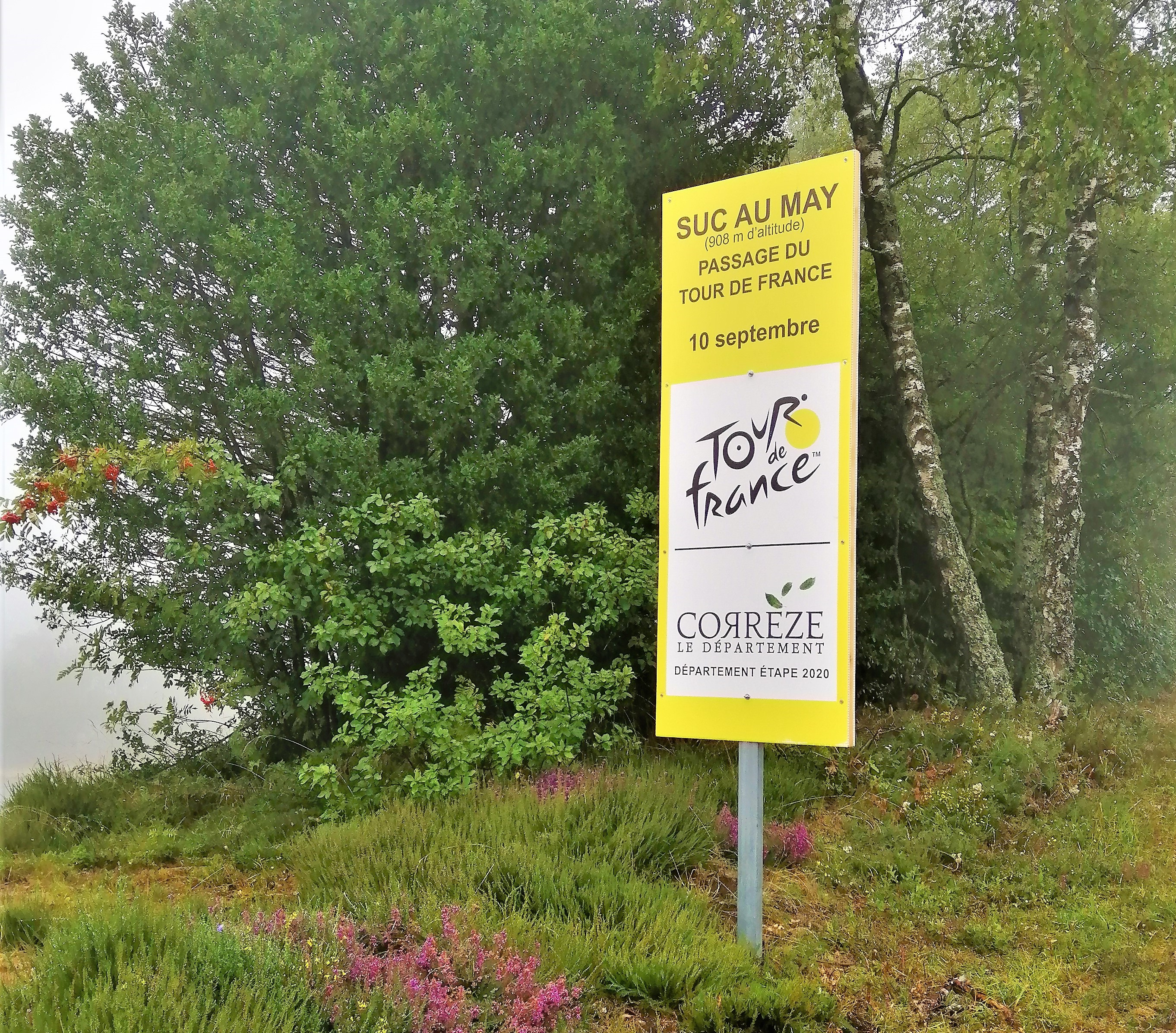
Passage du Tour de France 2020.

L'ascension du suc au May figure pour la première fois au programme de la 12e étape du Tour de France 2020 entre Chauvigny dans la Vienne et Sarran en Corrèze. La montée est classée en 2e catégorie. Au départ de Chaumeil, sa longueur totale est de 3,8 km pour un dénivelé total de 302 mètres et une pente moyenne de 7,7 %. La montée commence un peu après avoir traversé Chaumeil et bifurqué sur la gauche. La route s'élève rapidement. Durant 2,2 kilomètres le pourcentage moyen est de 8,9 %. La route serpente au milieu d'une forêt dense qui surplombe le cirque de Freysselines, offrant des points de vue remarquables en contrebas. Puis la route se cabre davantage pour devenir une rampe d'un dénivelé moyen de 14,1 % durant 300 mètres, avec un passage max à 17,8 %. Passé la cabane de Tienne, il reste encore 1,3 kilomètres mais l'inclinaison faiblit considérablement : la pente n'est plus que de 2,2 % de moyenne. Le Suisse Marc Hirschi le franchit en tête.
Une seconde ascension par le côté nord, depuis le col du Bos (809 mètres d'altitude), permet d'atteindre le suc au May : 2,1 km de longueur pour une pente moyenne de 3,6 %. Si on intègre la liaison Madranges depuis Boulou jusqu'au col du Bos, on allonge la montée de 7,8 km, avec une pente moyenne de 4 % et un passage max à 8 %. 
Une troisième ascension depuis Veix, d'une longueur de 4,9 km et d'une pente moyenne de 6,4 % permet de varier les efforts.
Depuis le sommet du suc au May, on peut dévaler les pentes abruptes en VTT.

### Parapente
C'est un site de décollage pour la pratique du parapente, des baptêmes de l'air y sont organisés.

### Randonnée
Le sommet est doté d'une table d'orientation et fréquenté du fait de son panorama.
Le site et les environs sont parcourus notamment par le sentier de grande randonnée 440, qui passe à 300 m du sommet à l'est. Des randonnées à cheval y sont également organisées.

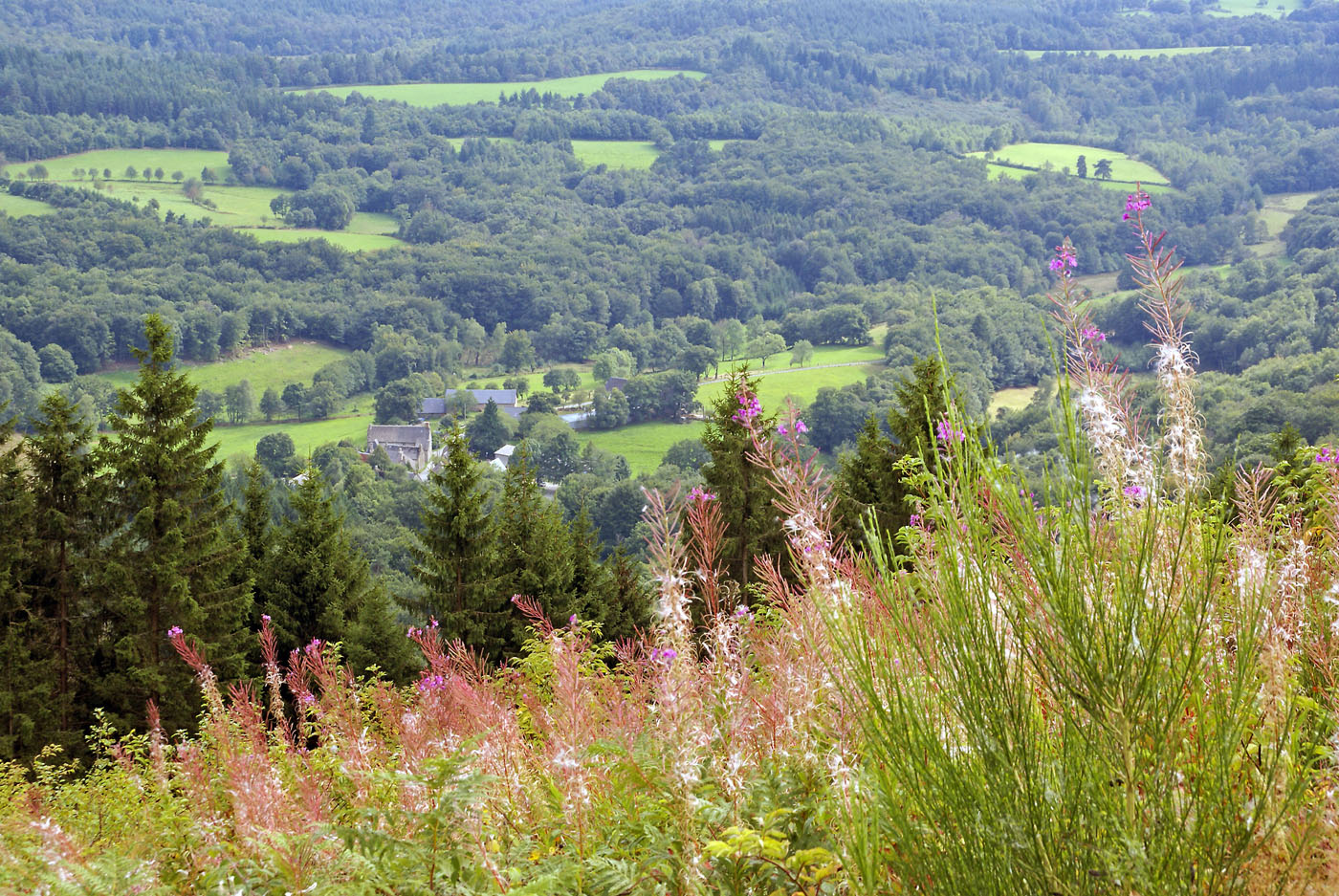
Vue du village de Freysselines depuis le sommet.
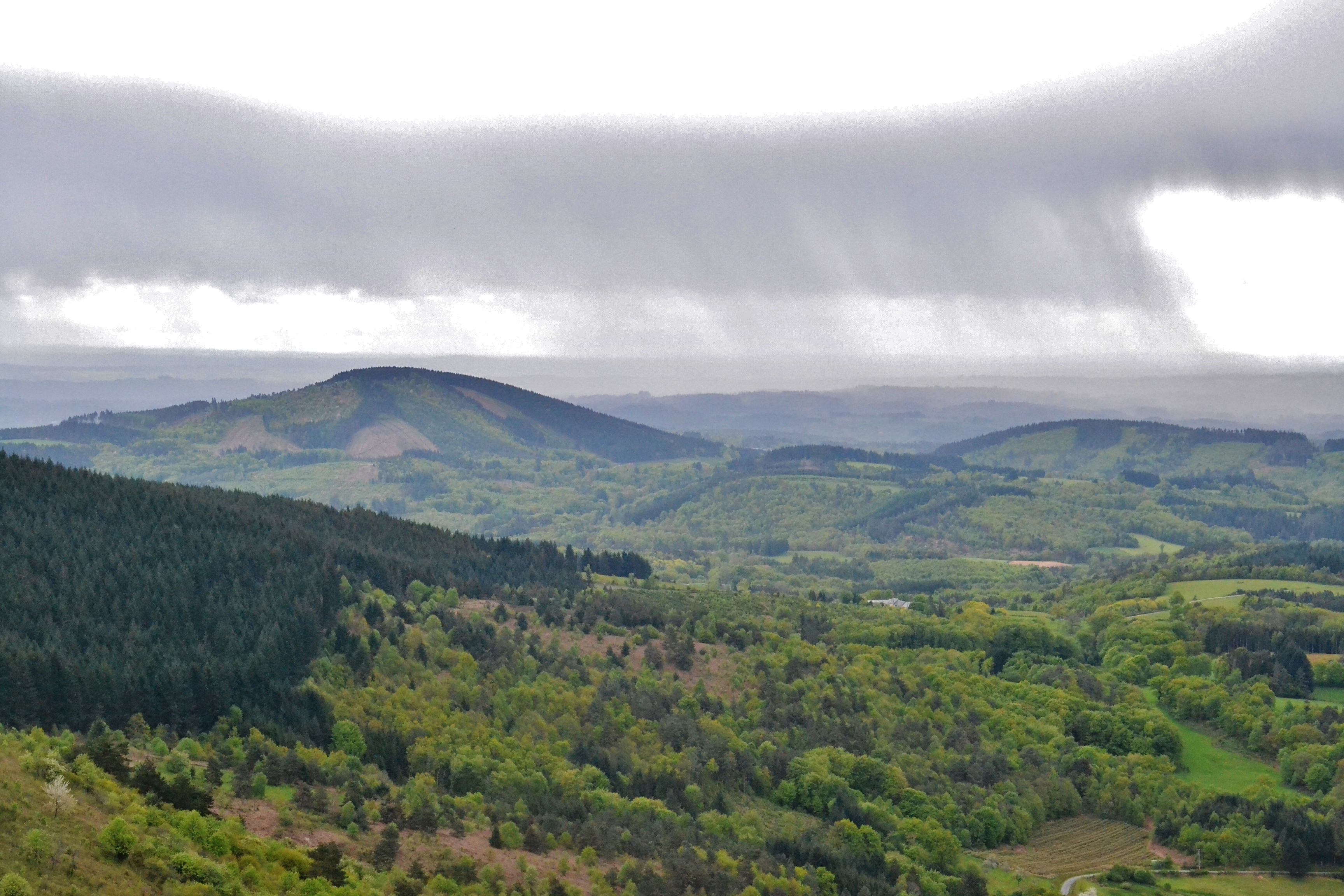
Le sud des Monédières vers Chaumeil depuis le sommet.
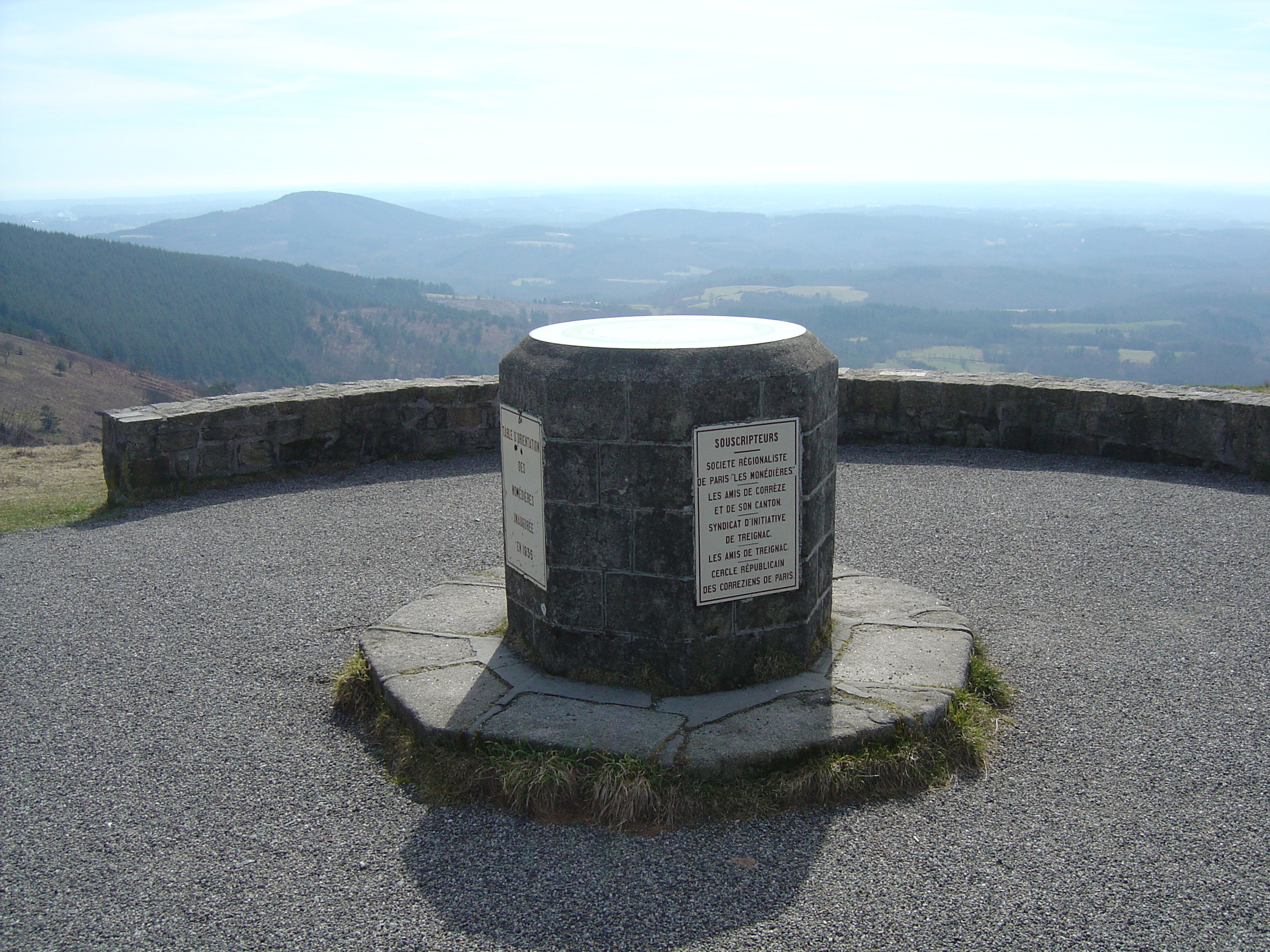
La table d'orientation.